# Australian Open 2009 - Quad singolare
Peter Norfolk era il detentore del titolo e ha battuto in finale 7–6(5), 6–1 David Wagner.

## Tabellone

### Legenda
| - Q = Qualificato - WC = Wild card - LL = Lucky loser | - ALT = Alternate - SE = Special Exempt - PR = Protected Ranking | - w/o = Walkover - r = Ritirato - d = Squalificato |

### Fase finale
|  | Semifinali | Semifinali | Semifinali | Semifinali | Semifinali |  |  | Finale        | Finale        | Finale        | Finale | Finale |  |
|  |            |            |            |            |            |  |  |               |               |               |        |        |  |
|  |            |            |            |            |            |  |  |               |               |               |        |        |  |
|  |            |            |            |            |            |  |  | Peter Norfolk | Peter Norfolk | Peter Norfolk | 7      | 6      |  |
|  |            |            |            |            |            |  |  | David Wagner  | David Wagner  | David Wagner  | 6(5)   | 1      |  |
|  |            |            |            |            |            |  |  |               |               |               |        |        |  |

### Round Robin
|  |                 | Norfolk       | Andersson   | Wagner        | Taylor   | RR V–P | Set V–P | Game V–P | Posizione |
|  | Peter Norfolk   |               | 6–4, 6–1    | 2–6, 6–2, 4–6 | 7–5, 6–1 | 2-1    | 5-2     | 37-25    | 2         |
|  | Johan Andersson | 4–6, 1–6      |             | 0–6, 6(4)–7   | 3–6, 3–6 | 0-3    | 0-6     | 17-37    | 4         |
|  | David Wagner    | 6–2, 2–6, 6–4 | 6–0, 7–6(4) |               | 6–1, 6–1 | 3-0    | 6-1     | 39-20    | 1         |
|  | Nicholas Taylor | 5–7, 1–6      | 6–3, 6–3    | 1–6, 1–6      |          | 1-2    | 2-4     | 20-31    | 3         |

La classifica viene stilata in base ai seguenti criteri: 1) Numero di vittorie; 2) Numero di partite giocate; 3) Scontri diretti (in caso di due giocatori pari merito ); 4) Percentuale di set vinti o di games vinti (in caso di tre giocatori pari merito ); 5) Decisione della commissione.